# Tom Perry (homme politique)
Pour les articles homonymes, voir Tom Perry et Perry.
Tom Perry est un homme politique canadien de la Colombie-Britannique. Il est député provincial néo-démocrate de la circonscription britanno-colombienne de Vancouver-Point-Grey d'une élection partielle en 1989 à 1991 et de Vancouver-Little Mountain de 1991 à 1996.
Il est ministre dans le gouvernement de Michael Harcourt, occupant la fonction de ministre de l'Éducation supérieure, de la Formation et des Technologies de 1991 à 1993.

## Carrière politique
Élu à la suite de la démission de Kim Campbell pour se présenter lors de l'élection fédérale de 1988, il représente une circonscription à deux membres aux côtés de Darlene Marzari.
Lors de l'élection de 1991, la circonscription est désormais représentée par un seul membre et Perry se présente dans Vancouver-Little Mountain Perry was the minister for advanced education, training, and technology from 1991 to 1993. Il ne se représente pas lors de l'élection de 1996.
Après sa carrière publique, Perry retourne à la pratique de la médecine et l'enseignement de la pharmacologie à la Vancouver General Hospital (en) et à la UBC Hospital (en).